# Dennis Haueisen
Dennis Haueisen (Gera, 13 de setembre de 1978) fou un ciclista alemany, que va ser professional del 2001 al 2008.
En el seu pare Lutz també es dedicà al ciclisme.

## Palmarès
- 2004
  - 1r al Noord Nederland Tour (ex aequo amb 21 ciclistes)
- 2006
  - 1r a l'International Cycling Classic i vencedor d'una etapa